# St-Laurent (Bossée)

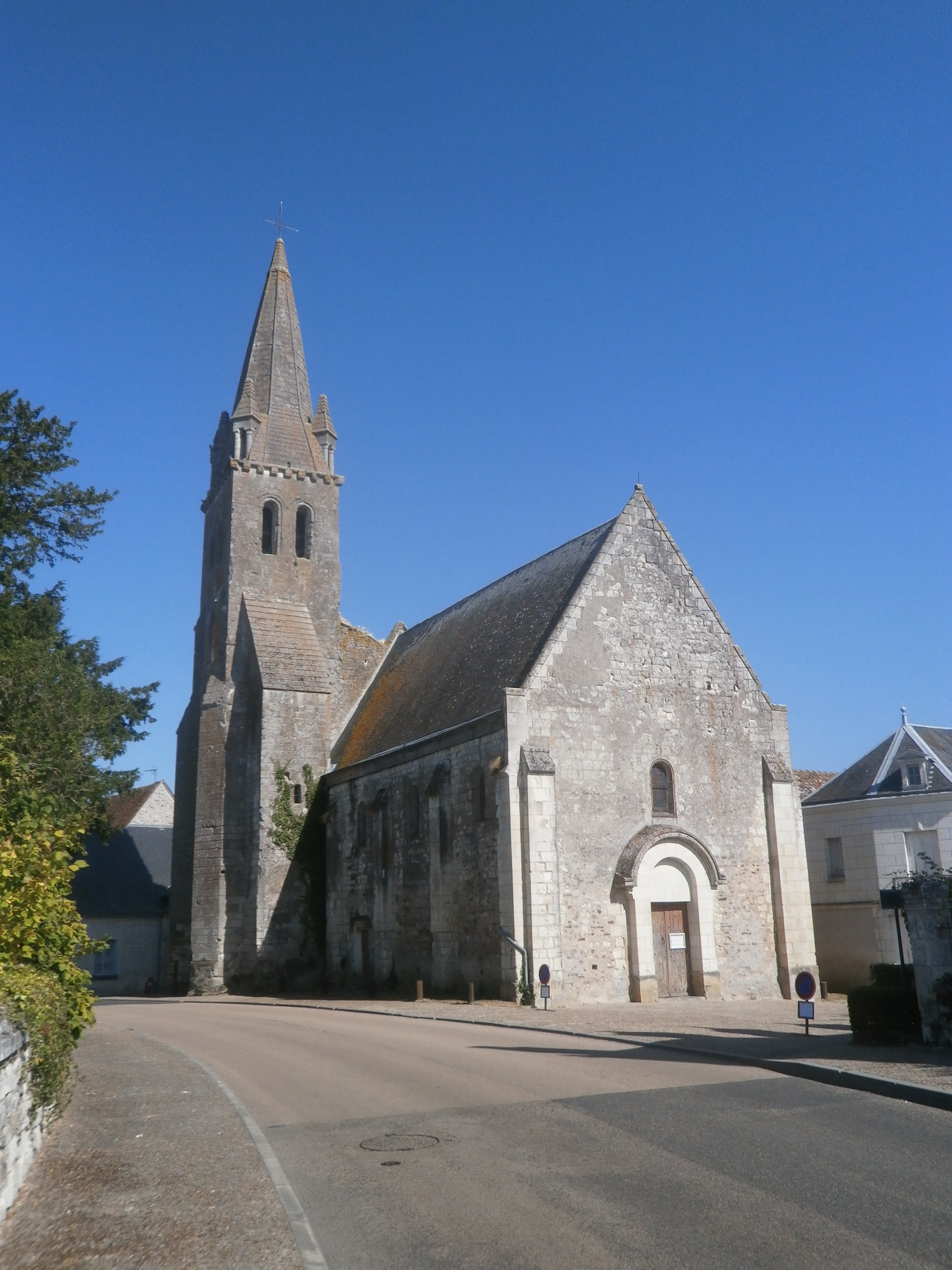
Kirche Saint-Laurent

Die Kirche Saint-Laurent ist eine römisch-katholische Pfarrkirche in Bossée im Département Indre-et-Loire in der französischen Region Centre-Val de Loire. Die dem Märtyrer Laurentius von Rom geweihte Kirche wurde 1921 als Monument historique in die französische Denkmalliste aufgenommen.

## Architektur
Die schmalen Rundbogenöffnungen im Langhaus deuten auf eine Erbauung im 11. Jahrhundert hin, das Mittelschiff wird sogar noch älter geschätzt.
Der südliche Arm des Querschiffs besitzt eine Apsidiole, die teilweise in das Mauerwerk der Apsis eingelassen ist und durch ein kleines Rundbogenfenster beleuchtet wird. Das Gesims der Apsiswände wird von geschnitzten Modillons getragen.
Der Glockenturm, der wahrscheinlich aus dem 12. Jahrhundert stammt, aber im 15. Jahrhundert umgebaut wurde, erhebt sich über dem nördlichen Arm des Querschiffs und weist zwei Stockwerke mit Rundbogenöffnungen auf. Er wird von einem steinernen Turmspitze gekrönt, die wahrscheinlich 1720 errichtet oder umgebaut wurde.
Das Kirchenschiff wird von einem modernen Ziegelgewölbe überspannt.

## Kirchenfenster
Die drei Glasfenster in der Apsis stammen von Julien Fournier, einem ehemaligen Lehrling des Hauses Lobin und Gründer einer Glasmalerei in Tours, die mit der berühmten Werkstatt der Lobins konkurrierte. Eines der Fenster stellt die Folter des Hl. Laurentius dar, wie sie in der Überlieferung beschrieben wird: Der Märtyrer im roten Mantel wird von einer bärtigen Gestalt auf dem Rost festgehalten, während zwei Schergen die Flammen schüren.

## Ausstattung
Der Hauptaltar im neugotischen Stil ist eines der ersten katalogisierten Werke des 1810 geborenen Abbé Henri-Prosper Guillot, der 1838 Pfarrer von Bossée wurde und auch als Bildhauer tätig war.
Das Lesepult aus Kalkstein und Schmiedeeisen stammt aus der Zeit um 1800. Im Inventar von 1906 wird es beschrieben als „ein Lesepult, Sockel aus Stein, der Rest aus Eisen, gekrönt von einem kleinen Kreuz aus vergoldetem Kupfer“. Das kleine Kreuz ist heute ebenso verschwunden wie einer der beiden Kerzenhalter. Ein ähnliches, aber reicher ausgeführtes Lesepult dieser Art befindet sich in der Kathedrale von Noyon.

## Kirchenglocke
Die Kirchenglocke besteht aus Bronze und stammt aus dem 16. Jahrhundert. Einer lokalen Legende zufolge soll die Glocke, die in den Ruinen der alten Stadt Besland in der Nähe der Festung Les Étangs vergraben war und nachts düster läutete, im 19. Jahrhundert von einer Kuh entdeckt worden sein. Die Glocke ist unvollendet, wie die noch vorhandenen Gussspuren zeigen, und wurde wahrscheinlich während der Revolution vergraben, um einer Beschlagnahmung zu entgehen. Sie ist mit einer Jungfrau mit Kind, einem Engel, Lilien und Ranken, einem Kalvarienberg und einem Wappen verziert, bei dem es sich um das Wappen von Jean de la Rochefoucauld handeln könnte, der 1583 starb und Abt von Cormery war und dem damals auch die Kirche von Bossée unterstand.